# Shuttle America
Shuttle America – nieistniejąca amerykańska regionalna linia lotnicza z siedzibą w Indianapolis, w stanie Indiana. Należała do Republic Airways Holdings.
Została założona w 1995. Z końcem stycznia 2017 decyzją właściciela linia została wchłonięta przez Republic Airlines.